# Arrigorriaga
Arrigorriaga ist eine Gemeinde in der Provinz Bizkaia im nordspanischen Baskenland. Arrigorriaga hat eine Einwohnerzahl von 11.952 Menschen (Stand: 2024) bei einer Fläche von 16,21 Quadratkilometern. Die Gemeinde bildet einen Vorort von Bilbao.

## Geografie
Arrigorriaga liegt 7 km südlich von Bilbao und gehört zum Ballungsraum von Bilbao. Sie grenzt im Norden an Bilbao und Basauri, im Süden an Ugao-Miraballes und Zeberio, im Osten an Zaratamo und im Westen an Arrankudiaga und Alonsotegi.

## Geschichte
Es gibt eine bekannte Legende, die den Ursprung des Namens Arrigorriaga (Ort der roten Steine in Baskisch) erklärt. Diese Legende geht mindestens auf das fünfzehnte Jahrhundert zurück, da sie erstmals von dem biskayischen Chronisten Lope García de Salazar in seinem Buch Las Bienandanzas e Fortunas niedergeschrieben wurde. Nach dieser Legende wurde Arrigorriaga früher Padura (baskisch für „Sumpf“) genannt und war Schauplatz einer legendären Schlacht zwischen Biskaya und León (Schlacht von Padura). Als Ergebnis dieser Schlacht, die von Biskaya gewonnen wurde, wurde Padura in Arrigorriaga umbenannt, weil so viel Blut vergossen worden war, dass sich die Steine rot gefärbt hatten.

## Persönlichkeiten
- Simón Lecue (1912–1984), Fußballspieler